# James Stuart Blackton

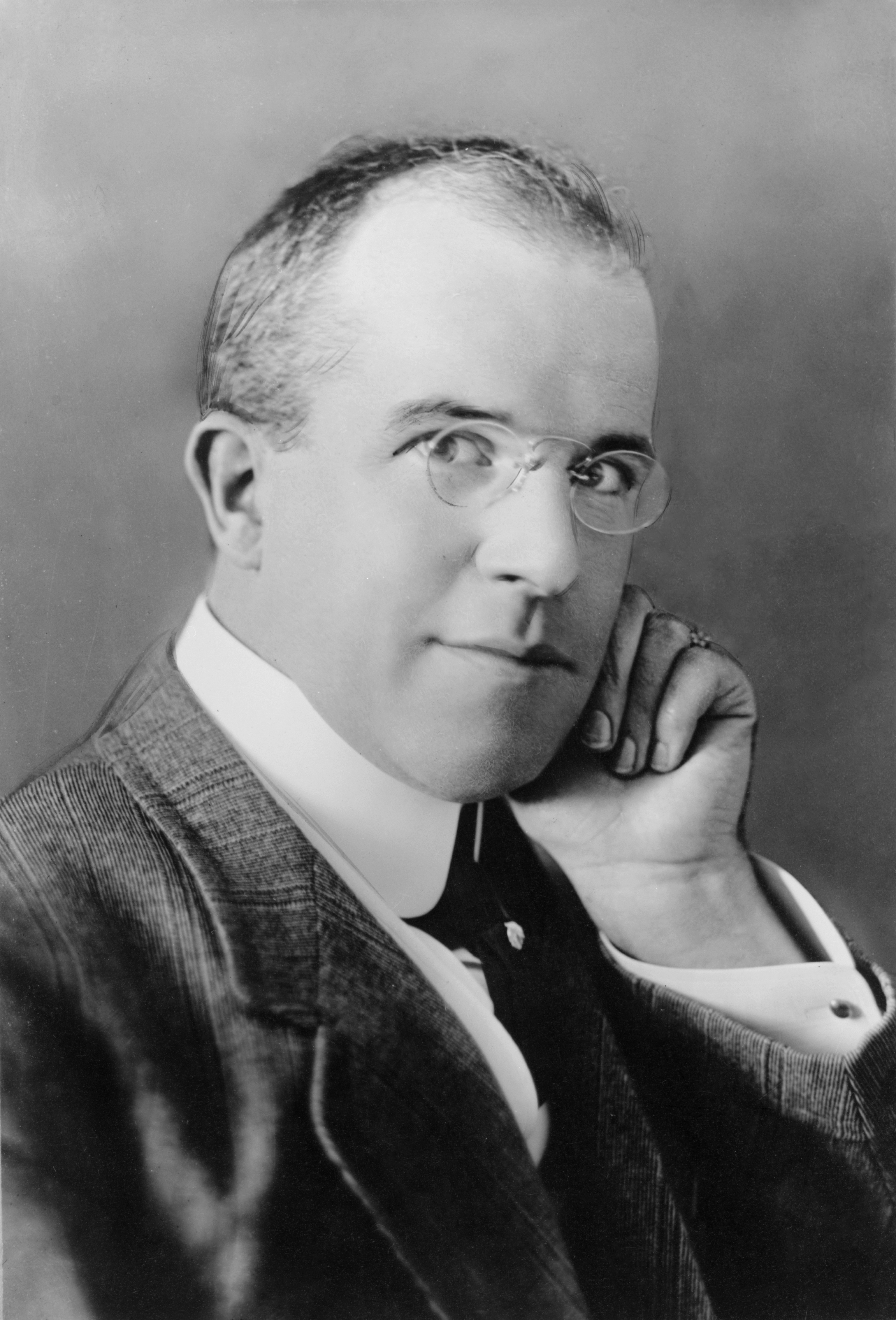
Blackton in 1912

James Stuart Blackton, gewoonlijk bekend als J. Stuart Blackton (Sheffield, 5 januari 1875 - Hollywood, 13 augustus 1941), was een Brits-Amerikaanse filmregisseur en producer uit de tijd van de stomme film, oprichter van de American Vitagraph Company en een van de eerste filmmakers die gebruikmaakte van de technieken stop-motion en van getekende animatie.
Blackton werd geboren in Engeland in 1875 en op zijn tiende verhuisde zijn hele familie naar New York. In 1894 formeerden Blackton en twee andere geëmigreerde Engelsen, Albert E. Smith en Ronald A. Reader, een partnerschap om de weg in te slaan van de Vaudeville. Smith noemde zichzelf de "Komikal Konjurer", Blackton was de "Komikal Kartoonist", en Reader werkte aan een vroege versie van de diaprojector met de naam toverlantaarn. Blacktons rol bestond eruit oplichtende sketches te maken terwijl hij tekeningen tekende en snel veranderde op een schildersezel voor de ogen van het publiek. Hierbij sprak hij bijna even snel het publiek toe. De act leverde niet genoeg geld op en het trio ging uit elkaar om op de traditionele manier werk te vinden.
Blackton werd uiteindelijk journalist/artiest voor de krant New York Evening World. In 1896 demonstreerde Thomas Edison publiekelijk de Vitascope, een van de eerste filmprojectoren. Blackton werd ernaartoe gezonden om Edison te interviewen en tekeningen te maken van de werking van zijn films. Op zoek naar goede publiciteit naam Edison Blackton mee naar zijn Black Maria, een speciaal studiohuisje dat hij gebruikte om te filmen. Hier maakte hij ter plekke een belicht portret van zichzelf. Edison haalde Blackton en Smith over om een print van de film te kopen en van negen andere films, met daarbij een Vitascope om ze te vertonen tegenover betalend publiek. Reader werd erbij gehaald om de projector te laten draaien.
De nieuwe act was een groot succes, grotendeels ondanks de verschillende acts die Blackton en Smith tussen de Edisonfilms door opvoerden. Ze ondernamen een volgende stap door zelf films te gaan maken; hiermee was de American Vitagraph Company in het leven geroepen.
Gedurende deze periode runde J. Stuart Blackton niet alleen de Vitagraphstudio, maar produceerde, regisseerde en schreef hij films en trad er ook in op. Hij vertolkte hierbij het komische strippersonage "Happy Hooligan" in een serie van korte filmpjes. Aangezien de inkomsten stegen, durfde Blackton het aan een idee uit te voeren dat hem in de gedachte was gesprongen: in een serie van films ontwikkelde hij de concepten van animatie.
De eerste van deze films is The Enchanted Drawing, met een datum van copyright uit 1900, maar die waarschijnlijk ten minste een jaar eerder gemaakt moet zijn. In deze film schetst Blackton een gezicht, sigaren, een hoed en een fles wijn en pakt ze als het ware uit de tekening als echte attributen en zet ze ook weer terug. De truc die hij hierbij uithaalt is de stop-motiontechniek: de camera wordt gestopt, er wordt een bepaalde actie uitgevoerd en vervolgens wordt de camera weer aangezet. Deze werd al eerder gebruikt door Georges Méliès en anderen.
Nieuwere technieken werden bedacht en er kwamen vervolgen op deze film: in 1906 regisseerde Blackton Humorous Phases of Funny Faces, in 1907 "The Haunted Hotel" en in 1908 de eerste Amerikaanse versie van Romeo and Juliet.
Blackton hield in 1917 de Vitagraph voor gezien en kwam in 1923 terug als junior partner van Alfred Smith en in 1925 werd de zaak tegen een goede winst verkocht aan Warner Brothers.
Blackton deed het vrij goed met zijn aandeel tot de Beurskrach van 1929 waarbij hij al zijn spaartegoeden verloor. De laatste jaren van zijn leven sleet hij op straat, waarbij hij oude films vertoonde en toespraken hield.
Blackton was getrouwd met de actrice Evangeline Wood; zij kwam in 1941 om bij een auto-ongeluk. Blackton overleed eveneens ditzelfde jaar.